# Хайнрих Фридрих Карл Щайн
Хайнрих Фридрих Карл фом унд цум Щайн (на немски: Heinrich Friedrich Karl vom und zum Stein), по-известен като барон фом Щайн, е имперски фрайхер , пруски държавник, реформатор и дипломат, изиграл важна роля в борбите за обединението на Германия.
От 1804 до 1807 г. е министър на финансите. От октомври 1807 до ноември 1808 г. възглавява пруското правителство. За да възстанови икономическата, политическата и военната мощ на Прусия, осъществява реформи в буржоазно либерален дух.
Ръководи освободителната борба в Германия срещу Наполеоновото господство. Участва във Виенския конгрес през 1814 – 1815 г. Председател е на Централния административен съвет, който е разпуснат на 20 юни 1815 г.